# Cylindrothecium splendidulum
Cylindrothecium splendidulum là một loài Rêu trong họ Entodontaceae. Loài này được (Hampe) Ångström mô tả khoa học đầu tiên năm 1876.